# Ali ibn al-Husayn (Zayn al-'Abidin)
ʿAlī ibn al-Ḥusayn, conosciuto anche come Zayn al-ʿĀbidīn, lett. “Ornamento dei devoti”, o (dagli sciiti) Imam Saǧǧād, lett. “che si prosterna molte volte in preghiera”, (in arabo علي بن الحسين زين العابدين‎?; Medina, 19 ottobre 658 – Medina, 712 o 713), è stato il quarto Imām dello Sciismo e l'unico figlio del nipote del profeta Maometto, al-Ḥusayn b. ʿAlī e di una umm walad (schiava-madre) originaria del Sind o del Sīstān (per gli Arabi Sigistān), anche se una tradizione sciita lo nobilita parlando di una figlia dello shāhanshāh persiano sasanide Yazdegerd III.

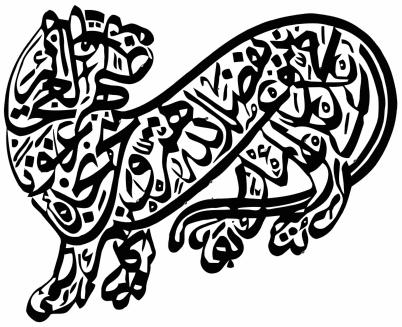
Calligrafia di Alì, nonno di Ali ibn al-Husayn, come tigre di Dio

ʿAlī ibn al-Ḥusayn b. ʿAlī Abī Ṭālib, detto Zayn al-ʿAbidīn, nato il 15 Jumādā al-Ulā del 38 dell'Egira (19 ottobre 658), trascorse i suoi primi due anni di vita in presenza di suo nonno ʿAlī ibn Abī Ţālib, cugino e genero del profeta Maometto.
Nell'anno 61 del calendario lunare islamico fu presente nella piana di Kerbela, assieme ai membri della sua famiglia e ad una manciata di fedeli seguaci, ove un raggruppamento di cavalleria omayyade massacrò suo padre, i suoi zii, i suoi cugini e i seguaci che erano con lui.
ʿAlī, impossibilitato a combattere a causa della sua assai giovane età e di una forte malattia, finita la carneficina, fu trovato febbricitante a letto, in una tenda, e fu risparmiato da un soldato che non ebbe cuore di trucidare il bambino. Fu perciò catturato dagli uomini di ʿUmar ibn Saʿd ibn Abī Waqqāṣ assieme alle donne e ai bambini della sua famiglia, portato a Kufa dal governatore ʿUbayd Allāh b. Ziyād che lo fece infine trasferire a Damasco, al cospetto del califfo Yazīd I, che intendeva stroncare ogni residua velleità degli Alidi che contestavano la legittimità del suo califfato.
Nonostante la sua malattia, al momento della cattura, ʿAlī sarebbe stato incatenato, secondo le fonti sciite, e fatto camminare a piedi scalzi con i membri rimanenti della sua famiglia, da Kerbelāʾ a Kufa e da Kufa a Damasco. Dopo aver trascorso qualche tempo di prigionia a Damasco, fu messo in apparente libertà e trasferito a Medina su ordine di Yazīd. Questi, infatti, dopo aver fatto massacrare la famiglia di Maometto e dopo aver catturato il pronipote, cercò in quel modo di riconquistarsi l'opinione pubblica, scandalizzata da quanto era accaduto all'Ahl al-Bayt. 
Durante il califfato di ʿAbd al-Malik fu però arrestato nuovamente, in quanto sospettato di organizzare una rivolta anti-omayyade, e fatto tornare a Damasco per un breve periodo, prima di essere rispedito ancora una volta a Medina.
In seguito al suo secondo ritorno a Medina l'Imam, sempre sotto stretta sorveglianza, si ritirò totalmente dalla vita pubblica, sbarrando l'ingresso agli estranei in casa sua e dedicandosi totalmente ad atti devozionali, tanto da guadagnarsi il laqab di Saǧǧād. Egli rimase in contatto soltanto con alcuni suoi discepoli prediletti, come Abũ Ḥamza al-Thumālī, Abũ Khālid Kābūlī e pochi altri. Fu proprio questa cerchia ristretta di persone a divulgare tra le masse alidi del loro tempo quanto imparato dal loro Imam. 
Così facendo si iniziarono a formare veri e propri circoli di discepoli, che ebbero modo, successivamente, di sviluppare la propria fede e conoscenze religiose frequentando le lezioni dell'Imam al-Bāqir che, secondo gli sciiti, sarà il successore di al-Saǧǧād.
L'Imam Zayn al-ʿAbidīn visse in un periodo particolarmente turbolento. Dopo il massacro di Karbalāʾ sorsero infatti molti gruppi con l'intento di vendicare il sangue del nipote di Maometto, come quelli dei cosiddetti “penitenti” (tawwābūn), o di coloro che seguirono l'azione assai più concreta di al-Mukhtār al-Thaqafī, senza dimenticare Zayd ibn ʿAlī (fratellastro di al-Bāqir) e ispiratore dello Zaydismo, ed altri ancora.

Per questo motivo gli Omayyadi fecero ricorso agli spicciativi e spietati metodi di al-Ḥajjāj ibn Yūsuf al-Thaqafī, un generale di ʿAbd al-Malik, da questi fatto Walī di Kufa, che espresse una politica estremamente rude e leale al suo califfo, stroncando senza pietà ogni rivolta.
Ad ʿAlī ibn al-Ḥusayn, Zayn al-ʿAbidīn si attribuisce la paternità di una delle più belle raccolte di invocazioni spirituali: la celebre al-Ṣaḥīfa al-Sajjādiyya (La pagina di al-Sajjād).
Morì a Medina nel 712 o nel 713 (21 Muḥarram dell'anno 95 del calendario lunare islamico, equivalente al 16 ottobre del 713), si dice avvelenato per ordine del califfo omayyade al-Walīd b. ʿAbd al-Malik, e fu seppellito nel cimitero del Jannat al-Baqīʿ.